# 英格二世
英格·巴爾德森（古諾斯語：Ingi Bárðarson，挪威語：Inge Bårdsson，1185年—1217年4月23日），在挪威內戰時期曾成為挪威國王（1204年－1217年）。他的統治時期是在挪威歷史上稱為內戰時代的後期階段。英格二世是樺樹皮鞋黨派的國王。1208年，克維特綏和解協議引致國王與牧杖黨達成和解，結果導致英格二世統治最後九年的和平，代價是英格二世和樺樹皮鞋黨承認牧杖黨對維肯（奧斯陸峽灣地區）的統治。

## 背景
英格·巴爾德森的父親巴爾·古托姆森是來自特倫德拉格地區的著名貴族，也是托斯提·葛溫森的後裔。 他是國王斯韋雷的早期支持者，他在12世紀後期帶俱樺樹皮鞋黨對馬格努斯·埃林森（Magnus Erlingsson）發動戰爭。英格·巴爾德森的母親塞西莉亞·西居爾斯多塔是早期國王西居爾二世的女兒。 她曾與瑞典韋姆蘭的法律家弗拉克維德結婚，並誕下他們的兒子瘋狂哈康。在她的兄弟斯韋雷贏得挪威王位之後，她離開了她的丈夫並前往挪威投靠斯韋雷，聲稱她違背自己的意願與弗拉克維德結婚。大主教取消了她與弗拉克維德的婚姻，斯韋雷將她送給他信任的追隨者巴爾·古托姆森為妻。英格·巴爾德森是巴爾與塞西莉亞唯一的兒子。

## 登基
在斯韋雷於1202年去世後，他的兒子哈康三世和他的孫子古托姆·西居爾松在兩年內先後去世。因此，樺樹皮鞋黨在沒有任何斯韋雷直系繼承人擁立的情況出現。（斯韋雷的另一個孫子，當時還不得而知哈康·哈康森的存在。）斯韋雷的老對手牧杖黨正在利用這種情況在他們的國王埃林·斯泰因維格的統治下從維肯發動新的入侵。在嬰兒國王古托姆·西居爾松於1204年8月去世後，樺樹皮鞋黨需要一位強有力的領導者來抵抗牧杖黨的威脅。樺樹皮鞋黨領導人希望擁立早些時候被任命為古托姆的攝政伯爵瘋狂哈康。瘋狂哈康是英格·巴爾德森的同母異父的兄弟。然而，尼達洛斯的大主教埃里克·伊瓦森和特倫德拉格的農民堅持選擇英格·巴爾德森為國王，他在古托姆·西居爾松統治時期曾統治過特倫德拉格。達成妥協，英格·巴爾德森成為國王，而伯爵哈康成為軍隊的領袖，並獲得王室的一半收入。

## 統治期間
接下來的四年裡，樺樹皮鞋黨和牧杖黨之間發生激烈的戰鬥。牧杖黨國王埃林·斯泰因維格於1206年去世，但是他們在新國王菲利普·西蒙森的帶領下繼續戰鬥 。牧杖黨控制維肯地區、通斯堡和奧斯陸。英格二世則控制特倫德拉格地區與尼達洛斯等城市，而挪威西部的卑爾根則多次易手。1206年4月22日，在英格二世的姐姐西格麗德的婚禮慶典上，被牧杖黨襲擊尼達羅斯，英格二世在低溫下游泳渡過尼德瓦河，才能倖免於難。第二年，樺樹皮鞋黨對通斯堡的牧杖黨據點進行一次成功的攻擊，但戰爭拖延，雙方都無法取得決定性的勝利。1207年秋天，尼達洛斯大主教托拉和著名的牧杖黨人奧斯陸主教尼古拉斯·阿内松開始就解決爭端進行談判。他們成功地在1208年秋天促使國王英格二世、菲利普和伯爵瘋狂哈康在羅加蘭的克維特綏會面。達成了和解方案，菲利普同意放棄王位和王室印章。他將繼續控制挪威東部的維肯地區（除了布胡斯外），並在英格二世統治下獲得伯爵的頭銜。伯爵哈康與卑爾根一起被授予挪威西部，而英格二世將是唯一的國王，菲利普和瘋狂哈康的主人，以及特倫德拉格與尼達羅斯的直接統治者。為了確立條約，菲利普迎娶斯韋雷的女兒和英格二世的表妹克里斯蒂娜·斯韋雷斯多塔為妻。
英格二世的剩餘的統治期間，和平條約一直維持有效。然而，菲利普不尊重其規定並繼續使用國王稱號，保持他的王室印章。英格二世和他的兄弟瘋狂哈康之間的關係亦趨緊張。當菲利普很明顯繼續稱自己為國王時，瘋狂哈康試圖將自己宣佈成為國王，但英格二世拒絕接受這一點。相反，他制定一項協議，通過該協議，倖存那位兄弟將繼承對方的土地，而其中任何一方的合法兒子都將在他們逝世後繼承他們的土地。瘋狂哈康有一個合法的兒子，而英格二世只有由妾侍Gyrid所生名叫古托姆的私生子（生於1206年）。1214年，英格二世鎮壓了特倫德拉格農民的起義，瘋狂哈康被懷疑參與此起義。然而，兩兄弟之間的公開衝突從未爆發，並且在1214年聖誕節後，瘋狂哈康因為自然原因死於卑爾根。英格二世接管他的統治地區。
1217年，英格二世在尼達羅斯染病。在他生病期間，他任命他年輕的同父異母兄弟伯爵斯庫勒·巴爾德森為軍隊領袖。1217年4月23日，英格二世逝世。他被埋葬在尼達羅斯大教堂。13歲的哈康四世是斯韋雷的兒子哈康三世的私生子，1206年當英格二世和瘋狂哈康意識到哈康四世的存在後，哈康四世被確認及在王庭養大，哈康四世成功繼承王位並由斯庫勒·巴爾德森繼續作為伯爵和未來幾年的實際統治者。